# 10812 Grötlingbo
För andra betydelser, se Grötlingbo.
10812 Grötlingbo eller 1993 FZ25 är en asteroid i huvudbältet som upptäcktes den 21 mars 1993 av UESAC vid La Silla-observatoriet. Den är uppkallad efter Grötlingbo socken på Gotland.